# Letecký útok na Plzeň 20. listopadu 1940
Letecký útok na Plzeň 20. listopadu 1940 byla operace britského Královského letectva (RAF) na podzim 1940, v průběhu druhé světové války. Při plánovaném nočním náletu bombardérů RAF na západočeské město Plzeň měly být poškozeny Škodovy závody. Třetí pokus o bombardování Plzně znovu neuspěl pro problémy s nalezením cíle, k bombardování závodu a města vůbec nedošlo.

## Pozadí
Škodovy závody v Plzni se na začátku okupace staly součástí německého koncernu strojíren Reichswerke Hermann Göring.:20 Pro nacistické Německo byly velmi důležité, neboť byly jednou z největších zbrojních továren v Evropě té doby. Škodovka pomáhala vést agresivní a expanzivní politiku Německa dodávkami kvalitního a moderního válečného arzenálu, v první polovině války především zbraní československé konstrukce.:20 Za takové situace se plzeňská Škodovka stala prvořadým cílem britských vzdušných útoků na území původního Československa, neboť zničení Škodových závodů mělo citelně omezit německé možnosti pokračovat ve válce.

### Navigační problémy nočních letů
Pomalé a slabě vyzbrojené britské bombardéry byly při denních náletech snadným cílem německé protivzdušné obrany.:269 Když RAF během denních náletů v květnu a červnu 1940 utrpěla přibližně dvojnásobné ztráty letadel oproti nočním náletům, přesunula hlavní nálety do nočních hodin.  Na podzim 1940 dostaly noční nálety zcela přednost, během dne se prováděly už jen malé a specializované operace. Noční nálety komplikovala obtížná navigace na cíle vzdálené i přes 1000 km. V roce 1940 měli letci značně omezené prostředky pro určení směru letu a nalezení cíle, rozhodně k nim nepatřil GPS. Odkázáni byli především na obyčejný kompas, mapy a spočtenou dobu příletu nad cíl.:270 Při jasné noci se mohli orientovat podle hvězd a případně podle viditelných prvků krajiny pod sebou, při oblačnosti bylo totéž obtížné až nemožné.:270 Přesnou navigaci znemožňoval i vítr: boční vítr vychyloval letadlo ze směru, zadní vítr způsoboval přelet cíle a při čelním větru bylo letadlo v předpokládaném čase ještě před cílem. Plzeň proto ležela v roce 1940 na hranici možností navigace britského letectva.:22

### Předchozí útoky
Na žádost Československé exilové vlády v Londýně provedla RAF v noci z 20. na 21. října 1940 letecký útok na Plzeň. Ze základny RAF Linton-on-Ouse nedaleko Yorku odstartovalo jedenáct letadel 58. perutě 4. bombardovací skupiny.:23 Dva bombardéry Armstrong Whitworth Whitley Mk.V se musely brzo vrátit, zbylých 9 letadel doletělo do cílové oblasti. Nad Plzní však byla silná oblačnost, která umožňovala jen bombardování naslepo.:23 Některé posádky vyhodily alespoň letáky a letadla se vydala na zpáteční cestu, při které bombardovala příležitostné cíle v Německu.:270 Pro značnou vzdálenost Plzně, která byla blízko hranice doletu letadel, se trojice letadel potýkala s nedostatkem paliva: dvě nouzově přistála u britského pobřeží, třetí bylo sestřeleno německým nočním stíhačem. Nálet byl celkově fiaskem, protože letadla doletěla na špatnou lokalitu, místo bomb na Škodovku shodila jen letáky na vesnice na Berounsku a při návratu RAF o tři z nich přišlo.:22–23
RAF se rozhodlo nálet rychle zopakovat, jeho provedením byla pověřena 51. bombardovací peruť umístěná na letišti Dishforthu.:23 Po odkladech odstartovalo 27. října z předsunutého letiště Swanton Morley osm letadel.:24 Pro hustou oblačnost a navigační nepřesnost posádky opět Plzeň nenalezly, nad Škodovku se letadla vůbec nedostala.:24 Bomby posádky svrhly při zpáteční cestě na příležitostné cíle v Německu, okupovaném Nizozemsku a Belgii.:24 Útok bez bombardování primárního cíle, jen s bombardováním příležitostných cílů, byl znovu neúspěšný, byť se všechna letadla vrátila.

### Bitva o Británii aBlitz
V době podzimních náletů na Plzeň probíhal německý útok na Británii. Po skončení bitvy o Francii v červenci 1940 rozpoutalo Německo leteckou bitvu o Británii, ve které chtělo zničit či oslabit RAF a získat vzdušnou převahu nad kanálem La Manche, nezbytnou pro invazi do Anglie. Na konci srpna 1940 se situace vyostřila, když po výjimečném bombardování civilních cílů v Londýně byl jako odveta bombardován Berlín. Od 7. září začal tzv. Blitz, trvalé masivní bombardování britských měst a přístavů německou Luftwaffe, trvající až do května 1941. Např. v noci britského náletu na Plzeň bombardovalo 357 německých letadel anglický Birmingham a další letadla shodila přes 150 tun pum na Leicester.

## Přípravy
Již druhý neúspěch vedl velení RAF k rozhodnutí nálet zopakovat v noci z úterý 19. na středu 20. listopadu.:25 Opět došlo ke změně jednotek, které měly nálet provést: operační rozkaz č. 293 nařizoval nálet 5. skupině Bomber Command s jednotkami v hrabství Lincolnshire na východě Anglie.:25 Velitelství si místo jedné perutě vybralo posádky z perutí č. 44, 49, 61 a 144, které měly domovské základny v okolí města Lincoln, konkrétně Waddington, Scampton a Hemswell.:25 Výběrem posádek mohlo velitelství usilovat o získání více nezávislých hlášení o průběhu akce.:25
Na rozdíl od předchozích jednotek s bombardéry Armstrong Whitworth Whitley Mk.V zmíněné jednotky 5. skupiny disponovaly dvoumotorovými bombardéry Handley Page Hampden Mk.I.:25 Tato letadla ve standardní výbavě neměla dostatečný dolet a proto jim byly doplněny přídavné palivové nádrže.:25

## Letecký útok
Nálet na Plzeň byl součástí útoku Bomber Command na více cílů na kontinentu,:25 např. na výrobu minerálních olejů v Lützkendorfu. Na noc odstartovalo celkem 63 bombardérů Wellington, Whitley a Hampden, ale počasí operacím nepřálo a pouze 17 posádek bombardovalo hlavní cíle, nad to se dvě letadla nevrátila.:25
K útoku na plzeňskou Škodovku 19. listopadu odstartovalo z různých základen postupně osm bombardérů Hampden, první ve 22.25, poslední ve 23.34.:25 Letadlo s. č. P1339 pod velením Sgt Atkinse krátce po startu zaznamenalo poruchu radiostanice a vrátilo se.:25 Na Plzeň mířilo následně jen 7 Hampdenů (oproti tomu M. Eisenhammer ve své práci zaměřené na škody způsobené bombardováním v Plzni zmiňuje s odkazem na J. Rajlicha útok osmi Whitleyů).:270
Listopadové počasí nebylo příznivé, po celou dobu letu bylo oblačno a posádky se orientovaly především podle předpokládaného času příletu, což byl krajně nespolehlivý ukazatel.:26 V cílové oblasti bylo kouřmo až do výšky 3650 metrů, což se ukázalo být zásadní komplikací pro letadla: při klesání v této mlze se na letadlech začala rychle usazovat námraza.:26 Škodovku domněle bombardovaly jen posádky P/O Greena v letadle P2145 a Sgt Shawa v letadle X3059, obě z 49. peruti.:26 Velitelé letadel ve svých hlášeních uvedli, že cíl s krycím názvem F.152 nalezli a po dopadu pum pozorovali oheň.:26
V Plzni byl té noci vyhlášen letecký poplach dvakrát. První ve 23.47 nemohl mít souvislost s britským útokem, druhý následoval ve 3.45. Ve strážní knize podnikových hasičů Škodových závodů, která oba poplachy eviduje, však není zmínka o přiblížení letadel Plzni.:26 Robert Bruce Lockhart, britský diplomatický zástupce u československé exilové vlády, ve svých pamětech uvedl, že letci minuli cíl o více než 30 kilometrů.:26

### Náhradní cíle
Zatímco dva bombardéry pumy odhodily nad domnělou Plzní, zbylých pět letadel muselo najít náhradní cíle během zpáteční cesty. Sgt Ayton velící letadlu L4042 bombardoval v okolí Hofu, W/Cdr Valentine se strojem X2906 našel pro shození bomb blíže neurčenou továrnu či elektrárnu v prostoru mezi Plavnem a Saskou Kamenicí (Chemnitz), posádka P/O Webba v letadle P2144 svrhla pumy na rafinerii v již zmíněném Lützkendorfu a posádka F/O Rawlinse v bombardéru P2080 zvolila jako cíl železniční nádraží v Hammu, byť se nad oblačností orientovala podle palby flaku.:26 Poslední letadlo P1399 s posádkou Sgt Atkinse přiletělo na domovskou základnu bez shození pum, protože se nepodařilo najít žádný z náhradních cílů.:26

## Nálet v médiích a odezva
Ač nálet fakticky skončil znovu neúspěchem, mylné hlášení posádek o zasažení cíle se dostalo do hlášení britského Ministerstva letectví (Air Ministry), které se rozhodlo informaci o domnělém úspěchu v Plzni zveřejnit.:26 Zmínka o zásahu Škodovky se následně objevila ve zpravodajství BBC, což sice mohlo povzbudit Brity, ale v Protektorátu a obzvláště v Plzni při pohledu na netknutou továrnu muselo vyvolat rozčarování.:26 Podle britského diplomata R. B. Lockharta nepravdivé zprávy oslabovaly důvěru obyvatel okupovaného Československa v britské zprávy, když vyvolávaly dojem stejné falešnosti jako německá propaganda režírovaná Josephem Goebbelsem.:26